# Henry E. Kinney Tunnel
Der Henry E. Kinney Tunnel (vormals  New River Tunnel) ist ein Straßentunnel in Fort Lauderdale im Bundesstaat Florida der Vereinigten Staaten.
Er wurde am 9. Dezember 1960 eröffnet und ersetzte damit die Federal Aid Highway Bridge, eine am 26. August 1926 eröffnete und 1958 stillgelegte Klappbrücke. Im Tunnel unterquert der U.S. Highway 1 den New River in der Innenstadt von Fort Lauderdale. Der Tunnel erreicht an seiner tiefsten Stelle 35 Fuß unter dem Meeresspiegel.
Der Bau des Tunnels war notwendig geworden, da es aufgrund des über die Jahrzehnte zunehmenden Straßenverkehrs zu immer größeren Staus an der Klappbrücke kam. Die Wartezeiten betrugen im Berufsverkehr bis zu 45 Minuten, was den Verkehr in der Innenstadt meist zum Erliegen brachte.
Der Tunnel wurde 1986 nach Henry E. Kinney benannt, der während seiner Zeit als Chef des Miami Herald den Bau maßgeblich unterstützt hatte.